# Battaglia dei Campi del Pelennor
La battaglia dei Campi del Pelennor è una battaglia presente ne Il Signore degli Anelli e rappresenta un evento fondamentale della Guerra dell'Anello facente parte dell'universo immaginario fantasy di J. R. R. Tolkien. La battaglia dei Campi del Pelennor fu sicuramente la più grande, aspra e cruenta battaglia combattuta durante la Guerra dell'Anello. Le devastanti forze di Mordor volevano dare il colpo di grazia a Gondor attaccando la sua capitale, la splendida Minas Tirith. Si narra che fosse dal tempo in cui Isildur regnava che un simile esercito non usciva da quella valle; mai schiera così crudele ed armata aveva assalito Gondor.

## Schieramento delle forze
Le forze di Gondor, a detta di Faramir, erano inferiori a quelle di Mordor: i nemici erano infatti «dieci volte superiori di numero» (Faramir). A Minas Tirith erano presenti un decimo dei soldati dei feudi del Sud di Gondor (che avevano lasciato la maggior parte delle truppe a casa, temendo un'invasione di Umbar) e le truppe regolari della Città; a queste si aggiungano le truppe di Faramir richiamate dall'est dell'Anduin, da Osgiliath e dal Rammas Echor. Dopo l'assedio si aggiunsero anche i seimila Rohirrim portati da Théoden.
Le truppe di Sauron erano radicalmente superiori di numero. «Era dal tempo in cui Isildur regnava che un simile esercito non usciva da quella valle... eppure non era che uno solo, e non il più grande, degli eserciti usciti in quei giorni da Mordor» (Il Signore degli Anelli). L'esercito del Morannon comprendeva Uruk neri, Orchi e Uomini malvagi. Il Re Stregone portò i suoi battaglioni e i Nazgûl fuori da Minas Morgul. Alle truppe di Orchi di ogni angolo di Mordor si aggiunsero dunque gli Haradrim, gli Esterling e i guerrieri del Khand, oltre agli Olifanti e i troll.
Segue una stima delle forze in campo tratta da L'atlante della Terra di Mezzo di Tolkien:
Gondor e alleati:
- Guardia di Minas Tirith:
  - Soldati di Minas Tirith: 2000 soldati fra fanti, arcieri e cavalieri.
- Feudi del Sud:
  - Lossarnach: 200 soldati bene armati guidati da Forlong;
  - Valle di Ringlò: 300 soldati guidati da Dervorin;
  - Morthond: 500 arcieri guidati da Duinhir;
  - Anfalas: 150 soldati scarsamente equipaggiati guidati da Golasgil;
  - Lamedon: 50 montanari;
  - Ethir Anduin: 100 "pescatori";
  - Pinnath Gelin: 300 soldati guidati da Hirluin;
  - Dol Amroth: 1200 soldati (700 fanti e 500 cavalieri) guidati da Imrahil;
- Rohirrim:
  - Rohan: 6000 cavalieri guidati da Théoden ed Éomer.
- Altri:
  - Esercito grigio: 30 raminghi provenienti da nord guidati da Aragorn;
  - Rinforzi dei feudi del Sud: 1000 soldati.

TOTALE: 11 250 (stima)
Mordor e alleati:
- Mordor:
  - Cancello Nero e Minas Morgul: 20 000 fra Uruk neri, Orchi e Uomini malvagi, guidati dal Re Stregone capitano di tutte le armate oscure; un numero imprecisato di torri ed altre macchine d'assedio, compreso l'ariete Grond;
- Terre dell'Est e del Sud:
  - Harad: 18 000 guerrieri ed un numero imprecisato di Olifanti ed Haradrim,
  - Khand e Rhûn: 7000

TOTALE: 45 000 (stima minima)

## L'assedio di Minas Tirith
Le armate di Mordor, durante la loro campagna per distruggere Gondor nel corso della Guerra dell'Anello, diressero il proprio principale attacco contro Minas Tirith. Dopo avere preso Osgiliath, esse organizzarono una flottiglia di zattere e traversarono l'Anduin (12 marzo). Faramir si ritirò al Rammas Echor, ma venne sconfitto dopo una resistenza di un giorno. Frattanto, le armate del Cancello Nero conquistarono Cair Andros il 10 marzo. Così, tutti gli eserciti di Sauron si lanciarono sul Pelennor.
Faramir organizzò la resistenza uccidendo molti orchi e uomini malvagi. Ma nel contempo sopraggiunsero i Nazgûl e Faramir fu ferito da una freccia avvelenata. Gandalf e la cavalleria di Dol Amroth riuscirono a salvarlo in tempo accecando i Nazgûl con la luce scaturita dal suo bastone e scacciando per breve tempo gli invasori, ma furono costretti ad abbandonare il Pelennor ai nemici su ordine di Denethor. Mentre il Re Stregone abbatteva la cinta muraria del Rammas Echor e si preparava all'assedio, Denethor fu preso dal dolore nel vedere il figlio ferito e perciò si ritirò dal comando. Le forze di Gondor, guidate da Gandalf e da Imrahil, si prepararono dunque alla difesa della città.
L'assedio durò tutta la notte: il valore dei difensori venne annichilito dai continui attacchi dei Nazgûl, che planavano sulle mura per atterrire i soldati. Gandalf mantenne il senno, cavalcando lungo tutte le mura per rinvigorire i soldati e incitarli al combattimento. Gli uomini di Gondor, spronati da Imhraril e Gandalf, rimasero ai loro posti.
Scoccarono tutte le frecce e lanciarono tutte le lance, trapassando migliaia di nemici e seminando rovina e strage fra gli orchi.
Poco prima che gli orchi avanzassero, i loro cadaveri avevano ricoperto il terreno innanzi al Cancello. Le torri d'assedio avampavano e crollavano prima di agganciarsi 
e le poche che ci riuscivano venivano spinte indietro dai soldati. Gli orchi fecero avanzare le catapulte, tirando così in alto da oltrepassare le Mura e abbattere gli edifici.
(Soldato di Gondor – J. R. R. Tolkien, Il ritorno del re)
Mentre la battaglia veniva combattuta sulle mura, il Re Stregone fece avanzare l'enorme ariete di ferro Grond.
Il Re Stregone aveva fatto un incantesimo che impediva a Grond di essere distrutto. I troll che la azionavano erano ben
corazzati e le frecce furono inefficaci. La possente macchina era trainata da enormi bestie. Queste di tanto in tanto impazzivano seminando scompiglio tra gli orchi, ma subito Grond riprendeva ad avanzare trainato dai Troll. Grond era l'unica speranza del Re Stregone per entrare a Minas Tirith, poiché i normali arieti non erano abbastanza forti
da scardinare il possente cancello di Minas Tirith, forgiato con ferro ed acciaio quando i Númenoreani non erano ancora diventati corrotti e deboli. Poco prima dell'alba, Grond fu in grado di abbattere i Grandi Cancelli della Città Bianca e prima che tra i due comandanti ci fosse uno scontro (cui probabilmente Gandalf avrebbe perso contro il Re Stregone), i Rohirrim finalmente arrivarono.

## La battaglia dei Campi del Pelennor

Schema della battaglia

I Rohirrim, guidati da Théoden e Éomer, attaccarono con la cavalleria gli orchi e distrussero i soldati di Rhûn e Khand. La cavalleria degli Haradrim venne abbattuta e gli orchi calpestati, senza possibilità di scampo. A migliaia i nemici furono schiacciati dalla potente carica dei Cavalieri e i pochi superstiti erano terrorizzati e isolati, senza possibilità di ricevere comandi e rinforzi. Sembrava la fine di Mordor. Ma dal Sud giunse una nuova minaccia. La terra tremò e da lontano apparvero i titanici Olifanti da combattimento, pitturati, con zanne spinose e con numerosi guerrieri sul dorso: è l'esercito degli Haradrim, che avanza contro la cavalleria di Rohan, la quale subisce ingenti perdite. Gli Olifanti si aprirono la strada a suon di colpi delle loro imponenti zanne. Théoden provò a contrastarli, ma le enormi bestie spaventarono i cavalli col solo odore e la cavalleria venne resa inutilizzabile.
Il Re Stregone, accortosi dell'arrivo di Rohan, planò sull'ormai morente Théoden, disarcionato e schiacciato dal suo destriero Nevecrino, ucciso da una freccia nera. Il Nazgûl si stava accingendo a finire la sua vittima, quando intervenne Éowyn, nipote del Re.
(Re Stregone, Il ritorno del re - J. R. R. Tolkien)
Éowyn riuscì a uccidere la cavalcatura del Signore dei Nazgûl, allora questi la assalì, armato di una grande mazza; con essa ruppe lo scudo della fanciulla, e conseguentemente il braccio che lo reggeva: tuttavia non riuscì a darle il colpo di grazia poiché venne ferito alla gamba da Meriadoc Brandybuck, un Mezzuomo (Hobbit), armato di una lama forgiata secoli addietro dai fabbri di Arnor per combattere i servi di Angmar (una delle poche lame che potevano ferirlo realmente, proveniente dai Tumulilande). Con le ultime forze Éowyn affondò la propria lama "fra la corona ed il manto" del nemico, così da compiere l'antica profezia pronunciata da Glorfindel, secondo la quale lo Stregone non sarebbe morto per mano di un uomo. Intanto, Gandalf e Imrahil riuscirono a contrattaccare le schiere di Mordor dal cancello di Minas Tirith, ma Éomer, credendo che la sorella fosse morta, impazzì e guidò una carica furiosa senza aspettare l'esercito gondoriano. Tuttavia gli orchi si ripresero e contrattaccarono i cavalieri di Rohan, mentre Gothmog, luogotenente del Re Stregone convocò da Osgiliath i rinforzi: Esterling armati d'asce, Variag del Khand, Sudroni vestiti di scarlatto, e dall'Estermo Harad uomini neri come mezzi troll con gli occhi bianchi e la lingua rossa. Chi andava verso i Rohirrim, chi verso i gondoriani. 
Quando ormai sembrava la fine, le navi nere dei Corsari apparvero, ma non trasportavano i pirati, bensì Aragorn, la Grigia Compagnia e i rinforzi del sud. Infatti erano riusciti a sconfiggere i pirati di Umbar con l'aiuto dell'esercito dei Morti. Con Legolas e Gimli al suo fianco e la spada Andúril, Aragorn si lanciò all'assalto dell'esercito di Mordor. Acceccati dal sole e da questa visione, gli orchi, i troll e i Variag si ritirarono dal campo di battaglia con numerose perdite e dell'esercito di Sauron rimasero solo Esterling, Haradrim e Olifanti. Per sconfiggerli i cavalieri di Gondor bruciarono l'erba nelle loro vicinanze; la vista del fuoco provocò l'imbizzarimento delle gigantesche bestie. Inoltre gli arcieri, guidati da Legolas, colpirono i mostri agli occhi, il loro punto debole. Nella fuga disordinata calpestarono le stesse truppe di Mordor. I pochi sopravvissuti combatterono fino alla disperazione per poi venire trucidati a fine giornata. La battaglia era dunque vinta dai popoli liberi, ma con grandi perdite e grande dolore.

## Trasposizione cinematografica
La battaglia dei Campi del Pelennor è uno dei momenti cruciali del film di Peter Jackson Il Signore degli Anelli - Il ritorno del re. Numerose scene (com'era già avvenuto per le altre battaglie) sono state interamente create tramite la Computer Grafica (Eserciti e paesaggio) dalla Weta Digital grazie ad un software innovativo, Massive, in grado di creare migliaia di comparse digitali (Eserciti di Gondor, Rohan e Mordor in questo caso) dotate di intelligenza artificiale. Tuttavia si notano alcune differenze rispetto al libro:
- Nella trasposizione cinematografica, non compaiono i cavalieri di Dol Amroth, tuttavia compare Imrahil in un paio di sequenze. Il suo nome non viene menzionato ma il nome del personaggio sarà confermato nel gioco di carte del film.
- Faramir viene ferito quando compie la sortita a Osgiliath, non fuggendo dal Rammas.
- Il Rammas è stato omesso.
- Gli Esterling sono stati omessi, benché compaiano nel gioco e ne Le due torri. Tuttavia, è possibile scorgerli quando sciamano assieme agli orchi dentro Minas Tirith, dopo la distruzione del Cancello.
- Con Aragorn, al posto dei soldati del Sud e dei Dúnedain del Nord, arrivano i Morti di Erech.
- Il Re Stregone di Angmar nel romanzo affronta Gandalf a cavallo; nel film, non solo è sulla bestia alata sin dall'inizio, ma non attacca Gandalf appena il Gran Cancello viene abbattuto; quando questo avviene, invece, gli Orchi si riversano nella Città.
- Nel romanzo Nevecrino e Théoden vengono atterrati da una freccia Haradrim (scagliata probabilmente dal re di Harad) e solo dopo il Re Stregone si precipita su di lui.
- Nel romanzo, il Re Stregone di Angmar non distrugge il bastone a Gandalf.
- Le mura del primo livello di Minas Tirith sono fatte di semplice marmo, mentre in realtà sarebbero di materiale Númenoreano, lo stesso che compone Orthanc.
- Nel romanzo la battaglia si svolge nella completa oscurità a causa delle nuvole generate da Sauron per proteggere i propri orchi e troll dalla luce solare. Nell'adattamento cinematografico, sebbene il cielo sia annuvolato, la luce del sole è visibile.
- Nel romanzo i rohirrim affrontano gli olifanti terrorizzandoli con il fuoco (ottenuto incendiando l'erba secca dei campi) e colpendoli agli occhi con le frecce. Nel film Théoden ordina di serrare le file ed effettuare uno scontro frontale fra cavalleria ed Olifanti.